# Eupatorium salvia
Eupatorium salvia là một loài thực vật có hoa trong họ Cúc. Loài này được Colla mô tả khoa học đầu tiên năm 1835.